# Оториноларингологія

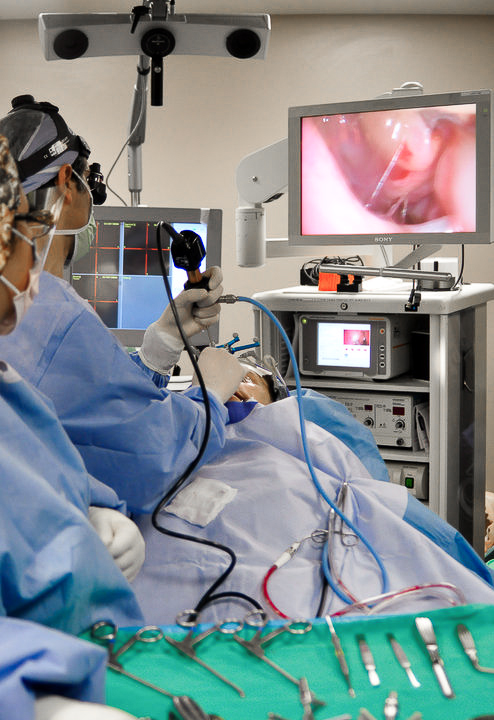
Лікар-оториноларинголог проводить операцію на навколоносових пазухах

Оториноларингологія (часто також отоларингологія) — це розділ медицини та медична спеціальність, що спеціалізується на діагностиці й лікуванні патологій вуха, горла, носа, а також голови та шиї. Лікарів-практиків за цією спеціальністю називають оториноларингологами або скорочено ЛОР-лікарями (від слова «ларингооторинолог»).
Сам термін «оториноларингологія» походить з давньогрецької мови. Слово грец. ὠτο(ρ)ρινολαρυγγολογία, досл. «наука вуха, носа й горла» утворено з коренів ὠτ- — от- (корінь слова οὖς) «вухо» (род. відмінок), ῥινο- — рино- (корінь слова ῥίς) «ніс» (род. відмінок), λαρυγγ- — ларинг- (корінь слова λάρυγξ) «гортань/горло» (род. відмінок) та кореня -логія «наука».
Сучасна оториноларингологія займається діагностикою та лікуванням, в тому числі хірургічним, таких захворювань, як менінгіт, абсцеси мозку, тромбоз мозкових синусів, сторонні тіла стравоходу, перфорації стравоходу, пластика гортані, трахеї, обличчя, кісти, пухлини, флегмони шиї.

## Історія
До середини XIX століття лікування вушних хвороб належало до хірургії, а захворювання верхніх дихальних шляхів до терапії. Оториноларингологія сформувалася як самостійна дисципліна після того, як встановлена анатомо-топографічна єдність вуха, горла і носа та введення в практику ендоскопічних методів дослідження ЛОР-органів.
У 1841 році німецький лікар Гофман для вивчення глибоких ділянок вуха, носа і горла використав дзеркало, в центрі якого у вигляді невеличкого кружальця зчищена амальгама. Пізніше вюрцбурзький лікар Трьольч створив лобний рефлектор.
У 1854 році іспанський співак, професор Паризької консерваторії і Королівської академії музики в Лондоні М.Гарсія запропонував метод непрямої ларингоскопії, за який здобув ступінь доктора медицини. Незабаром було запропоновано методики задньої (1859), а потім передньої та середньої риноскопії. Згодом були розроблені прямі методи дослідження: пряма ларингоскопія (1894), бронхоскопія (1897), дихальна бронхоскопія (1956), бронхофіброскопія (1969).

### Україна
Засновником української оториноларингології вважають професора Київського університету М. М. Волковича, який випустив монографію присвячену риносклеромі. З 1889 року першим став читати в університеті курс лекцій з оториноларингології.